# Indiska oceanen
Indiska oceanen är en ocean belägen mellan Afrika, Asien och Australien. Den är den yngsta och den tredje största av världshaven och omfattar ungefär en femtedel av havsytan på jorden.

## Utsträckning och formationer
Indiska oceanens gränser är oklara. Den tydligaste gränsen, om vilken det råder mest enighet är den mot Atlanten. Den gränsen dras från Afrikas sydspets söderut längs meridianen för 20° östlig längd. Den sydöstra gränsen mot Stilla havet dras normalt från Tasmanien och sedan söderut längs meridianen för 147° östlig längd. Den nordöstra gränsen mot Stilla havet dras ofta från Kap Londonderry i Australien genom Timorsjön, längs små Sundaöarnas och Javas södra kuster, genom Sundasundet till Sumatra. Vidare dras sedan gränsen ofta via Singaporesundet.
I söder anses Indiska oceanen vanligen gränsa mot Antarktiska oceanen, vars gränser dras mellan Afrikas och Tasmaniens sydspetsar. Oceanens yta ligger på 74,12 miljoner km², volymen är 284,16 miljoner km3 och medeldjupet 3 840 m.
I norr finns två stora vikar, Arabiska havet och Bengaliska viken, på var sin sida om Indiska halvön. Röda havet,  Persiska viken och Andamansjön ingår i Indiska oceanen. I oceanen finns två stora öar, Madagaskar och Sri Lanka, samt många små ögrupper och öar. I havet finns flera stora bäcken, bland annat Somalibäckenet, det Arabiska bäckenet samt det Centralindiska bäckenet. Dessutom finns flera djuphavsgravar bland andra Javagraven (även känd som Sundagraven), där oceanens djupaste punkt (7 450 m u.h.) ligger.

## Geologi

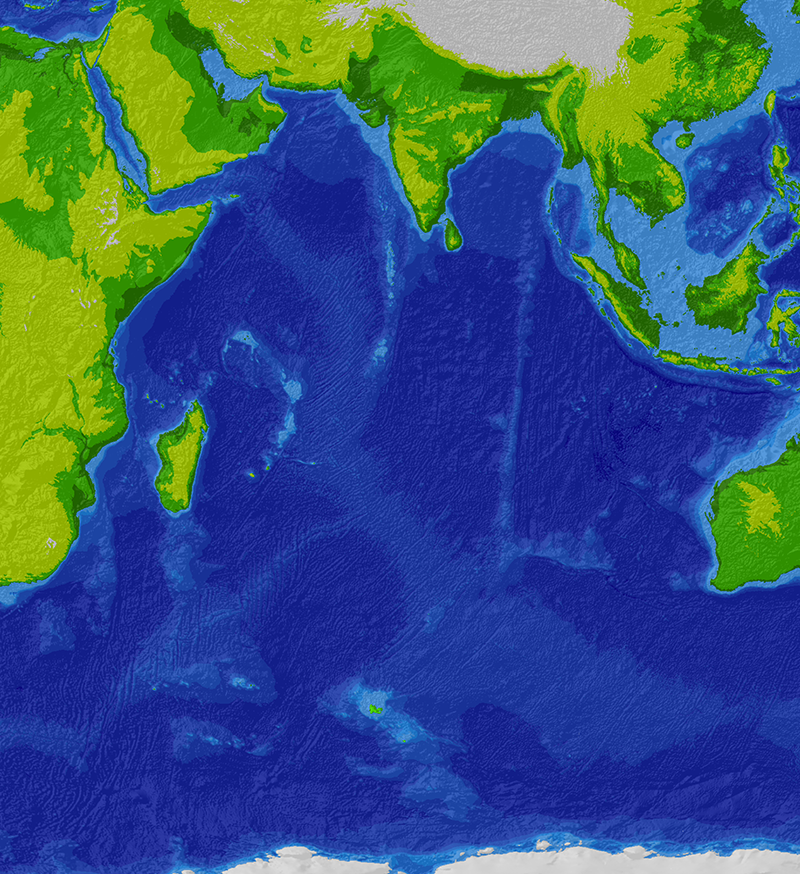

Indiska oceanen är den yngsta av de tre oceanerna och har det mest komplicerade ursprunget. Den började bildas när Gondwana bröts upp för runt 180 miljoner år sedan. Indiska subkontinenten började röra sig mot nordost för omkring 125 miljoner år sedan och kolliderade med Asien för ca 50 miljoner år sedan samt genom att Afrika rörde sig väster ut och Australien bröts loss från Antarktis för omkring 53 miljoner år sedan. Indiska Oceanien fick sitt nuvarande utseende för cirka 36 miljoner år sedan.
Det förekommer seismisk och vulkanisk aktivitet utmed den stora mittryggen i oceanen. Fyra stora floder – Indus, Ganges–Brahmaputra, Irrawaddy och Zambezi – mynnar i Indiska oceanen och tillför omkring 1 900 km3 färskvatten årligen. Floderna lämnar också ifrån sig enorma mängder sediment. Pelagisk röd djuphavslera som härstammar från land täcker 25 % av Indiska oceanens botten. Kalkhaltigt slam täcker 54 % av bottnen, 20 % täcks av diatoméslam och 0,5 % av radiolarieslam.

## Hydrologi

### Nordostmonsunen
Indiska oceanens ytströmmar skiljer sig något från Atlantens och Stilla havets strömmar på grund av monsunvindarna i området. Under nordostmonsunen (nordostpassaden) är Indiska oceanens strömsystem mer likt oceanernas allmänna mönster. Då går den Ekvatoriella motströmmen ungefär mellan 2° och 8° sydlig bredd och gör att den Norra ekvatorialströmmen delvis rör sig in på södra halvklotet. Det leder till att den termiska ekvatorn ligger söder om den geografiska ekvatorn under nordostmonsunen. Den Norra ekvatorialströmmen har så gott som alltid en västlig riktning. En del av Norra ekvatorialströmmen länkas in i Bengaliska viken och cirklar där medsols. Största delen av strömmen passerar Sri Lankas sydspets.
Nordostmonsunen ger  upphov till en stark driftström över Arabiska havet. Den fortsätter längs Afrikas kust i sydvästlig riktning och kallas där  Somaliströmmen. Somaliströmmen matar  Ekvatoriella motströmmen med vatten. I söder flyter den breda Södra ekvatorialströmmen västerut och delas av Madagaska där Moçambiqueströmmen går söderut mellan Afrikas kust och Madagaskar. Moçambiqueströmmen förstärks av vatten från Madagaskars östkust och bildar källa för Agulhasströmmen som fortsätter  söderut. Vid Afrikas sydspets svänger en del tillbaka till Indiska oceanen och en del rundar Kap Agulhas in i Atlanten och går upp i Benguelaströmmen.

### Sydvästmonsunen
I april börjar sydvästmonsunen och Södra ekvatorialströmmen ökar i styrka och över hela norra Indiska oceanen flyter en kraftig ostlig ström, Sydvästmonsunströmmen. Vid Afrikas östkust svänger nu en  gren av Södra ekvatorialströmmen norrut och bildar en jetström, Somaliströmmen, som nu går i rakt motsatt riktning, fortsätter in i Arabiska havet. Vid Australiens kust går en del av denna norrut och matar strömsystemet i Indiska oceanen.
I norr är klimatet tropiskt och ytvattet är omkring 20 °C eller varmare medan Antarktis i söder är omgivet av kallt vatten. Under isen längs Antarktis  sjunker kallt ytvatten ned i Atlantisk–indiska och Indisk–antarktiska bäckenen och sprider sig längs bottnen norrut. Detta antarktiska bottenvatten kan spåras ända in i Somalibäckenet, Centralindiska bäckenet och Whartonbäckenet samt i Arabiska bäckenet.

## Klimat
De centrala och norra delarna drabbas ofta av svåra tropiska virvelstormar (cykloner). Särskilt Bangladesh och Indiens ostkust är utsatta för cykloner, där översvämningar kan orsaka till stora skador och skörda tiotusentals liv. Klimatet är tropiskt i de norra delarna, subtropiskt längre söderut och antarktiskt i den sydligaste delen. I söder vattnen förekommer isberg som brutits loss från Antarktis shelfis.

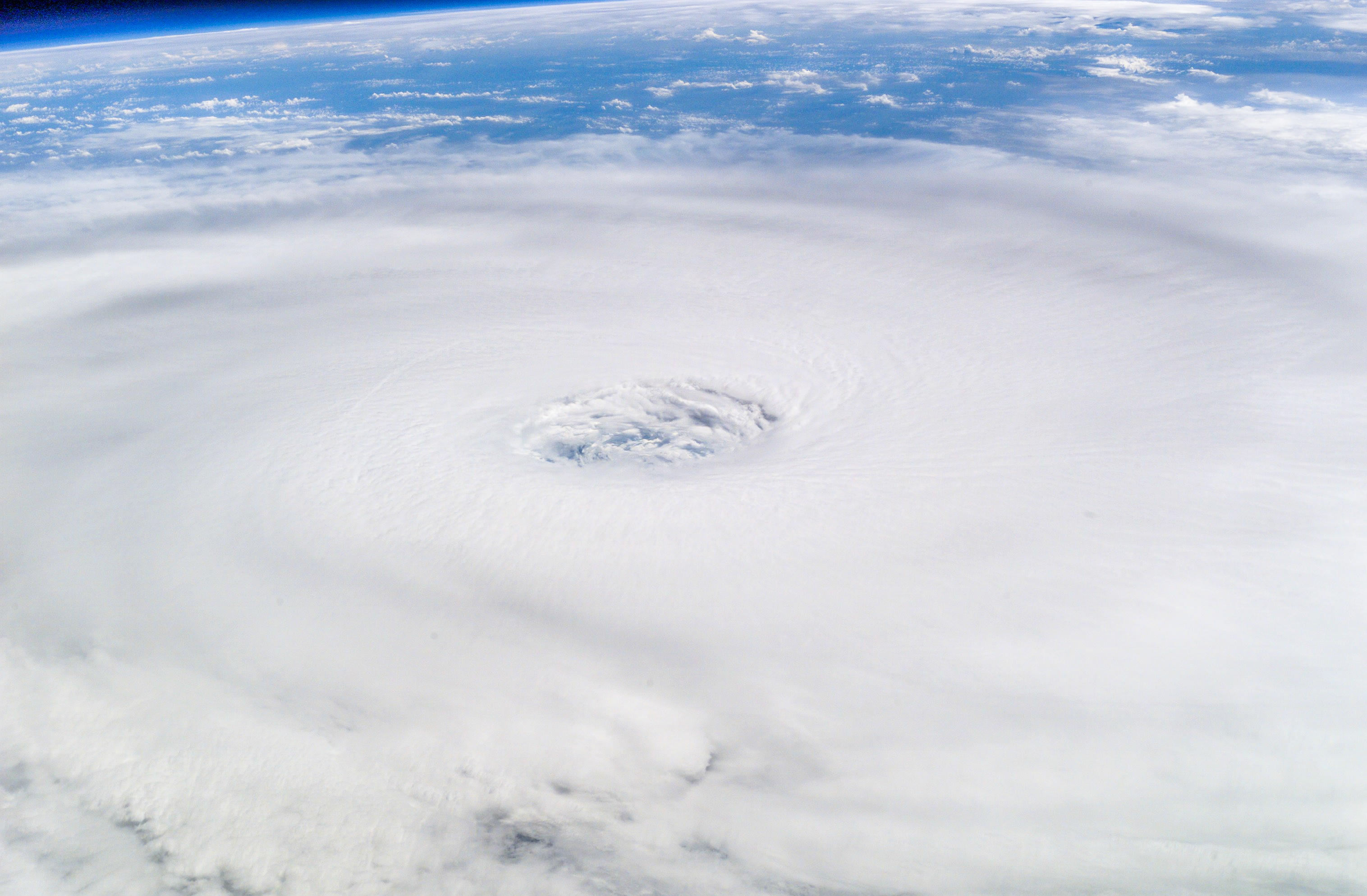
Cyklonen Dina 2002
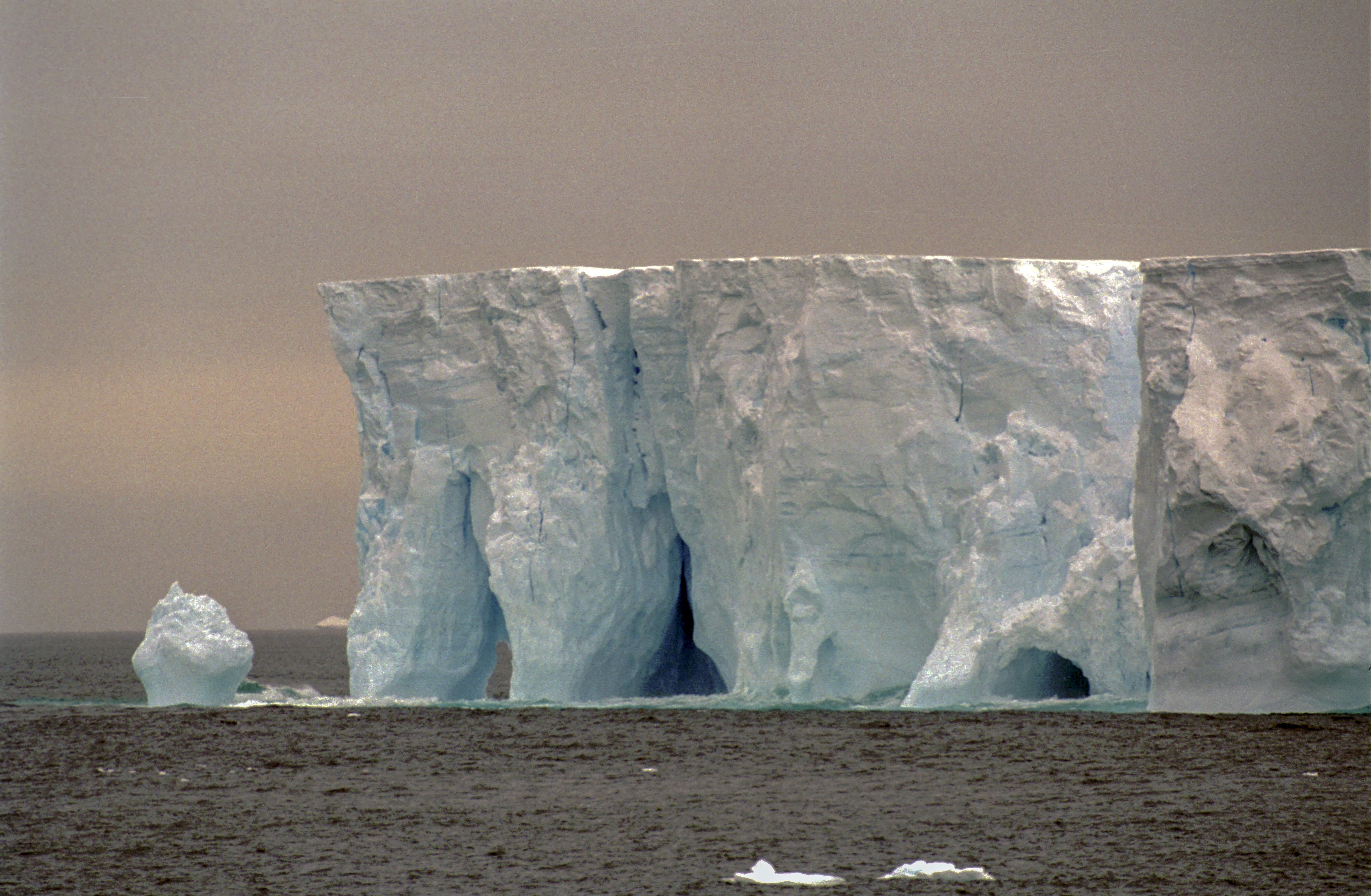
Isberg

## Flora och fauna
Längst i söder lever stadier av den antarktiska krillen under vintern på alger som växer på isens undersida. På Antarktis, men även i södra Afrika finns pingviner samt sälar och valar.  I de tropiska områdena finns korallrev. Här finns också havsormar och havslevande sköldpaddor. Vid Comorerna lever tofsstjärtfisken, en kvastfenig fisk vars flesta släktingar levde för ca 300 miljoner år sedan. På öppet vatten exempelvis valhaj, vithaj, tigerhaj, hammarhajar, mantor och andra rockor. Här finns bläckfisk och tonfiskar, flygfiskar och ansjovisfiskar. Längs ostörda kuster lever dugonger.. Mangroveskogarnas grunda vatten spelar stor roll för flera räkarter och hyser i övrigt ett rikt djurliv med bland annat vinkarkrabbor och slamkrypare. På öarna finns havsfåglar, exempelvis fregattfåglar, tropikfåglar, liror, rödfotad sula och fetärna.

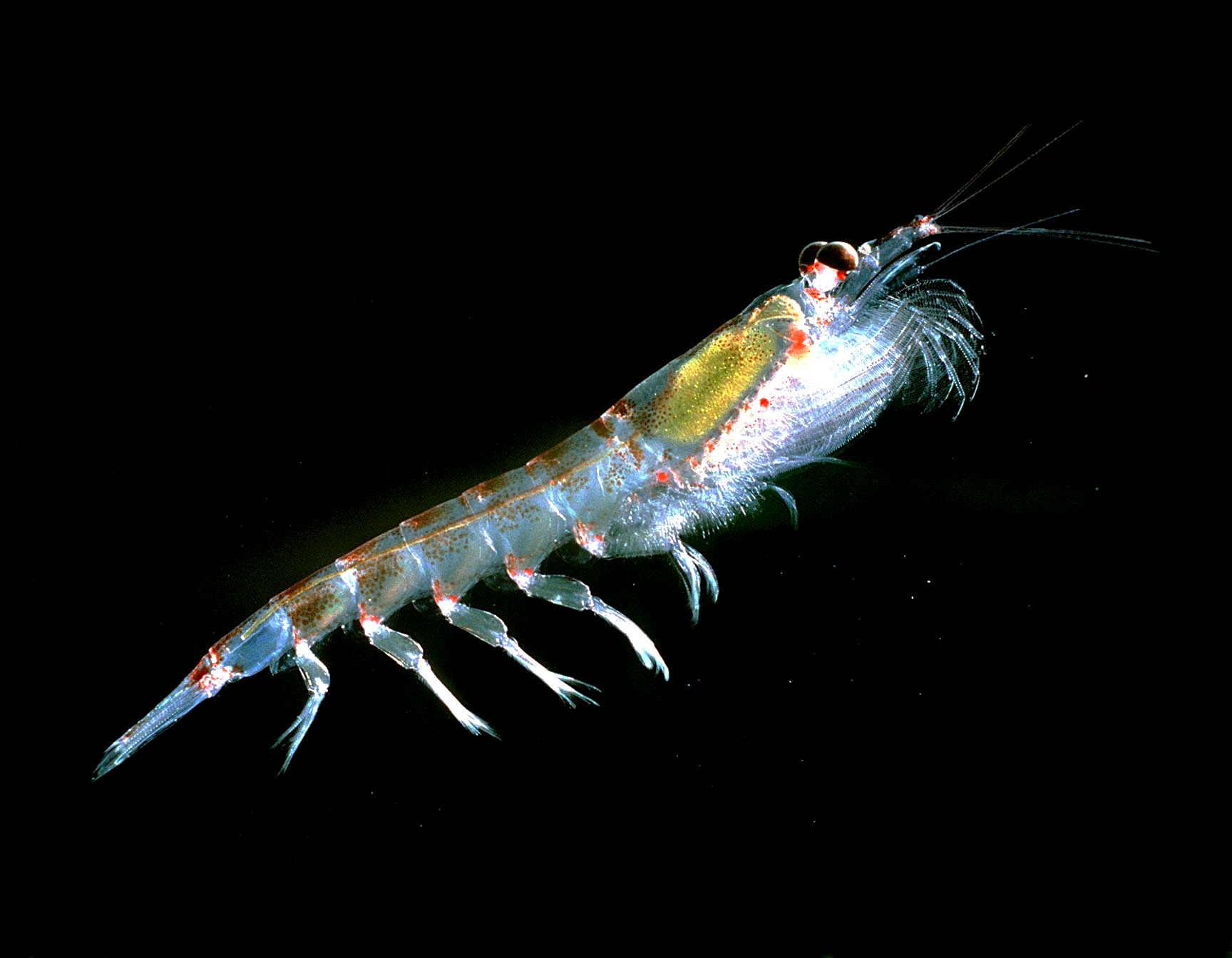
Antarktisk krill
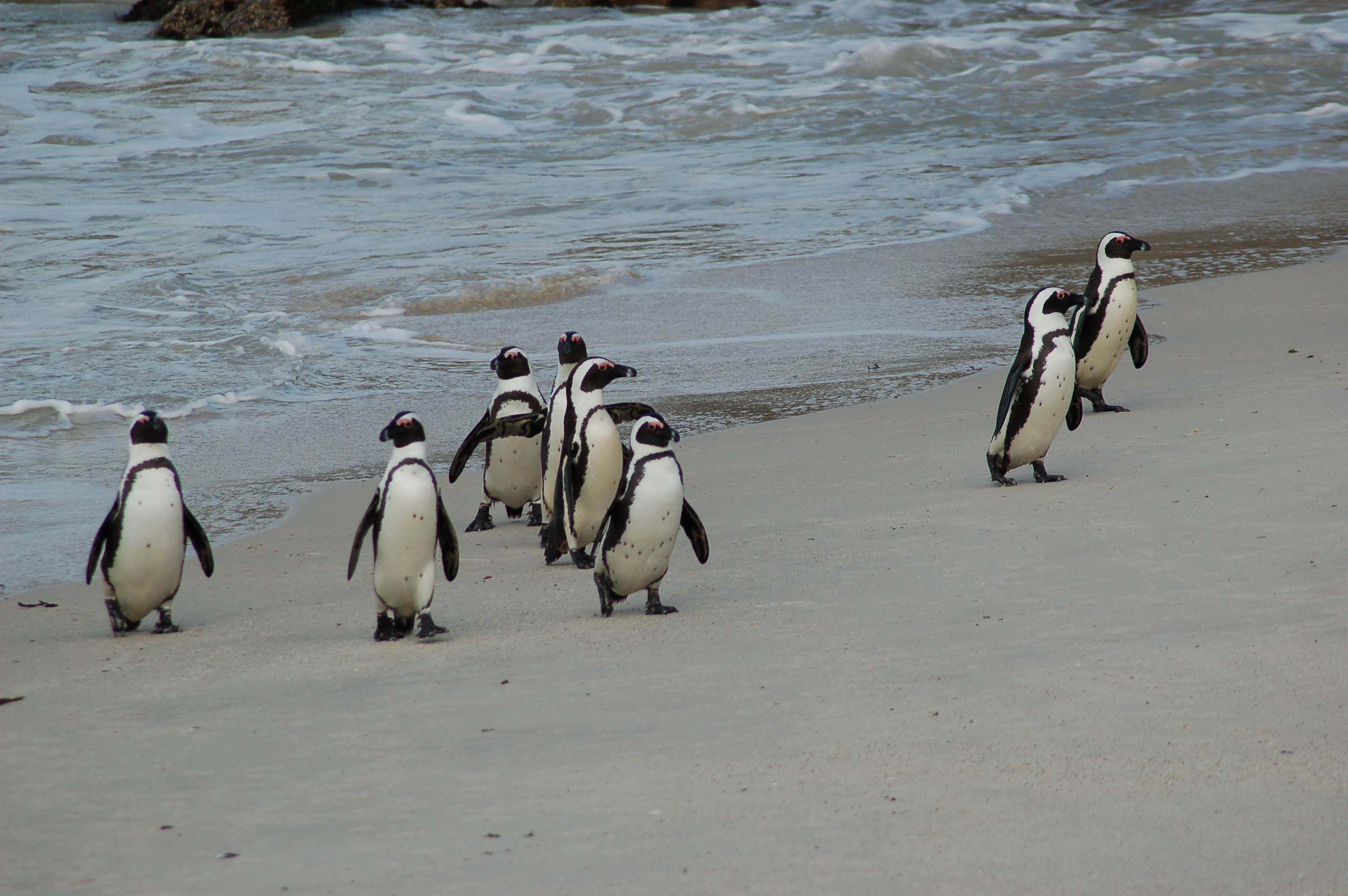
Sydafrikansk pingvin
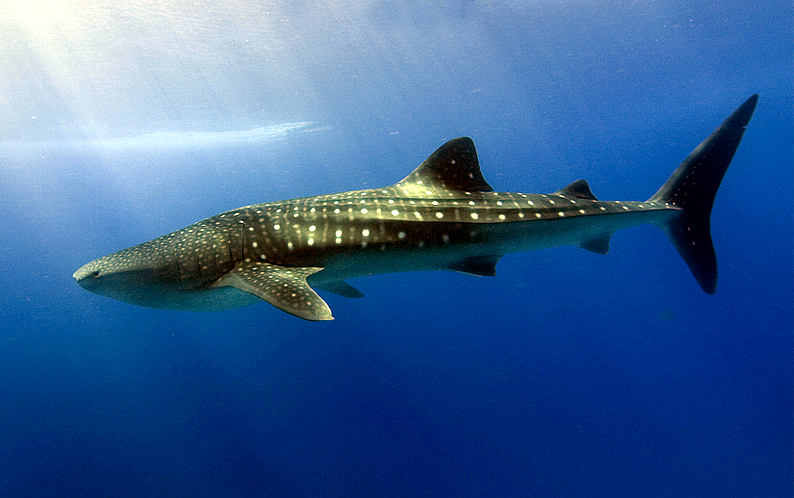
Valhaj
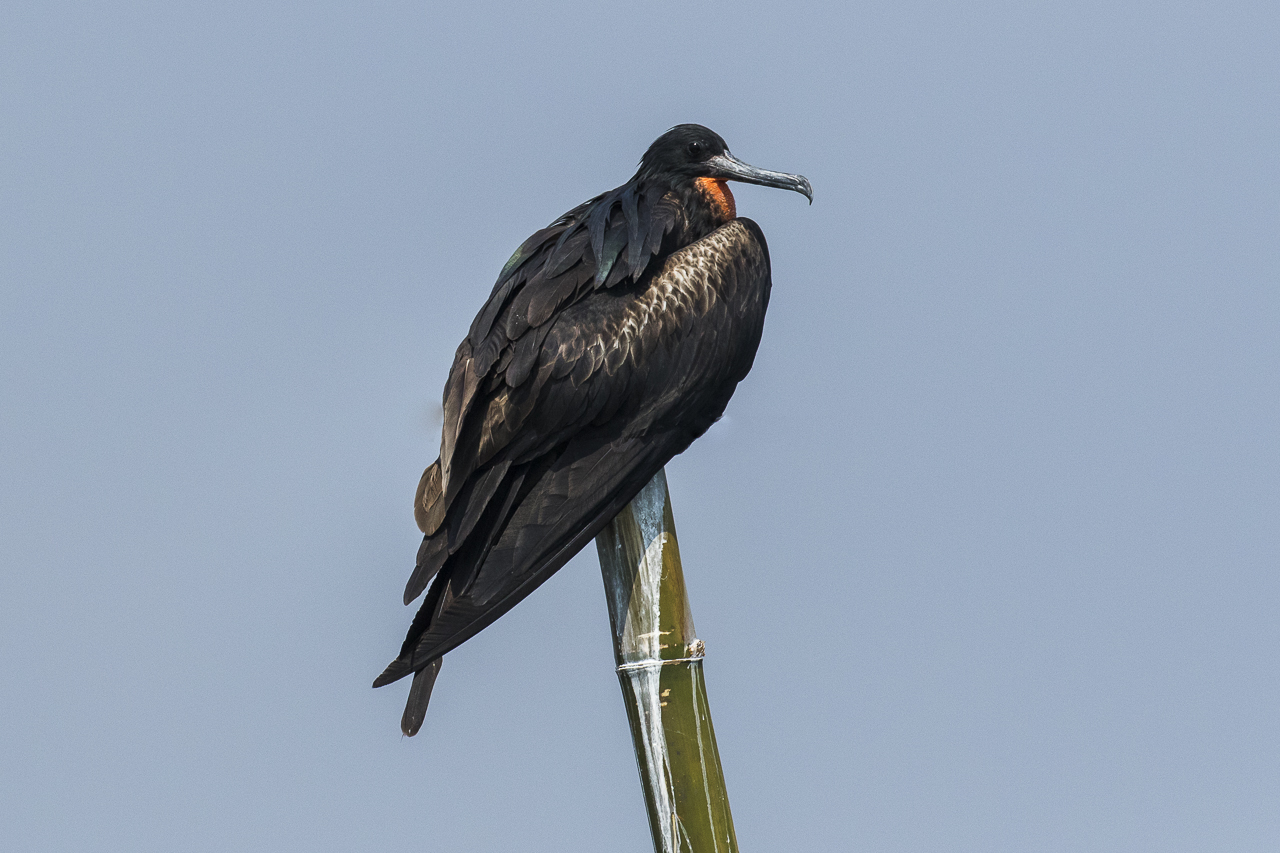
Julöfregattfågel
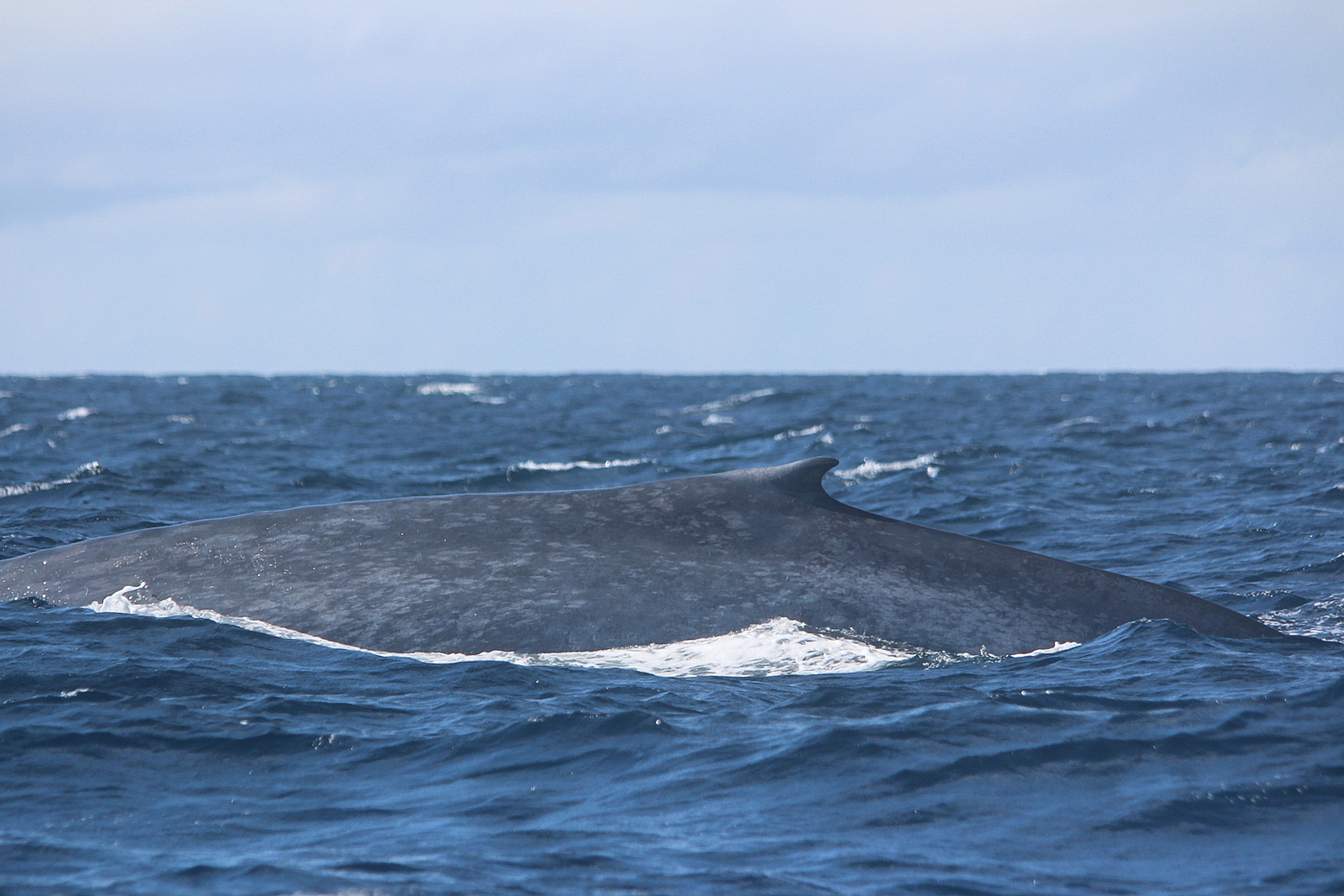
Ryggfena på en blåval utanför Sri Lanka

## Betydelsen för transporter
Redan innan européerna upptäckte sjövägen till Indien, var Indiska oceanens norra del livligt trafikerad, och en omfattande fraktfart förde på denna väg asiatiska varor mot Västvärlden. Efter portugisernas framträngande till Indiska oceanen under slutet av 1400-talet blev vägen runt Afrika, innan Amerika nått någon större merkantil betydelse, världshandelns huvudväg. Efter invigningen av Suezkanalen 1869 övertog leden via Röda havet huvuddelen av sjötransporterna från Indiska oceanen till Europa.